# Guy (Name)
Guy ist ein männlicher Vorname und Familienname.

## Namensträger

### Einzelname
- Guy de Château-Porcien (auch de Châtel; † 1250), ab 1245 Bischof von Soissons
- Guy de Chauliac (≈1298–1368), bedeutender französischer Arzt seiner Zeit, Leibarzt dreier Päpste
- Guy de Lusignan († 1281), französisch-englischer Kreuzritter
- Guy de Maligny, von 1134 bis zu seiner Absetzung 1143/44 Bischof von Lausanne
- Guy I. de Lévis (≈1180–1233), französischer Ritter und Kreuzfahrer sowie Herr von Mirepoix
- Guy II. de Dampierre († 1216), Konstabler der Grafschaft Champagne, Herr von Dampierre, Bourbon und Montluçon
- Guy II. de Nesle († 1352), Herr von Mello und ein Marschall von Frankreich aus dem Haus Clermont
- Guy III. de Châtillon († 1317), Graf von Saint-Pol, siehe Guido III. (St. Pol)
- Guy III. de Lévis († 1299), französischer Ritter und Herr von Mirepoix
- Guy IV. de Senlis († 1221), Herr von Chantilly, Ermenonville, Luzarches, Montépilloy und Bray
- Guy XIV. de Laval (1407–1486), der erste Graf von Laval

### Vorname

#### A
- Guy Abend (* 1990), israelischer Fußballspieler
- Guy Arendt (* 1954), luxemburgischer Jurist und Politiker

#### B
- Guy Béart (1930–2015), französischer Ingenieur, Chansonnier, Komponist und Schauspieler
- Guy Bedouelle (1940–2012), französischer Dominikaner und Kirchenhistoriker
- Guy Berryman (* 1978), Bassist der englischen Rock-Band Coldplay
- Guy Bouriat (1902–1933), französischer Automobilrennfahrer
- Guy Bovet (* 1942), Schweizer Organist und Komponist
- Guy Braunstein (* 1971), israelischer Violinist
- Guy-Claude Burger (* 1934), Musiker und Physiker
- Guy Burgess (1911–1963), britischer Geheimagent und Doppelagent

#### C
- Guy Carleton, 1. Baron Dorchester (1724–1808), britischer General, Gouverneur von Québec
- Guy Chambers (* 1963), britischer Songwriter, Musiker und Plattenproduzent
- Guy Clark (1941–2016), US-amerikanischer Country-Musiker und Singer-Songwriter
- Guy I. de Clermont (auch Guiot; 1286–1302), ab 1296 Marschall von Frankreich

#### D
- Guy Davis (* 1952), US-amerikanischer Blues-Gitarrist, Sänger und Schauspieler
- Guy Debord (1931–1994), französischer Autor und Filmemacher
- Guy Delisle (* 1966), kanadischer Comiczeichner
- Guy Demel (* 1981), französisch-ivorischer Fußballspieler
- Guy Deutscher (* 1969), israelischer Linguist
- Guy Dunlap, US-amerikanischer Pokerspieler

#### E
- Guy Edwards (* 1942), britischer Rennfahrer
- Guy Endore (1900–1970), US-amerikanischer Schriftsteller

#### F
- Guy de Faucigny († 1119), von 1083 bis 1119 Bischof von Genf
- Guy Fawkes (1570–1606), britischer Attentäter
- Guy Ferland (* 1966), US-amerikanischer Film- und Fernsehregisseur
- Guy Fletcher (* 1960), englischer Musiker

#### G
- Guy Garvey (* 1974), Leadsänger der Musikgruppe Elbow
- Guy Georges (* 1962), französischer Serienmörder
- Guy Gerber (* 1975), israelischer DJ und Produzent
- Guy Gibson (1918–1944), erste Kommandeur der No. 617 Squadron (617. Staffel) der Royal Air Force
- Guy Gillette (1879–1973), US-amerikanischer Politiker
- Guy Gross (* 1977), deutscher Musiker

#### H
- Guy Hamilton (1922–2016), britischer Filmregisseur
- Guy Helminger (* 1963), luxemburgischer Schriftsteller
- Guy Hunt (1933–2009), US-amerikanischer Politiker, siehe H. Guy Hunt

#### I
- Guy Ignolin (1936–2011), französischer Radrennfahrer
- Guy Innes-Ker, 10. Duke of Roxburghe (1954–2019), britischer Adliger

#### J
- Guy Joosten (* 1963), belgischer Theater- und Opernregisseur
- Guy Jorré (1927–2019), französischer Regisseur

#### K
- Guy Kawasaki (* 1954), US-amerikanischer Autor, Unternehmer und Risikokapitalgeber
- Guy Gavriel Kay (* 1954), kanadischer Fantasyautor
- Guy Kelly (1906–1940), US-amerikanischer Jazzmusiker
- Guy Kemper (* 1958), US-amerikanischer bildender Künstler
- Guy Kibbee (1882–1956), US-amerikanischer Schauspieler
- Guy Kirsch (* 1938), luxemburgischer Wirtschafts- und Sozialwissenschaftler

#### L
- Guy Kurt Lachmann (1906–1987), deutsch-französischer Widerstandskämpfer gegen den Nationalsozialismus
- Guy Laliberté (* 1959), kanadischer Unternehmer
- Guy XVI. de Laval (1476–1531), französischer Adliger
- Guy Ligier (1930–2015), französischer Automobilrennfahrer und -konstrukteur
- Guy Lombardo (1902–1977), kanadisch-US-amerikanischer Big-Band-Leader und Violinist
- Guy Longnon (1924–2014), französischer Jazztrompeter und Musikpädagoge

#### M
- Guy Maddin (* 1956), kanadischer Regisseur und Drehbuchautor
- Guy Madison (1922–1996), US-amerikanischer Schauspieler
- Guy Marchand (1937–2023), französischer Schauspieler
- Guy Martin (* 1957), französischer Koch
- Guy Martin (* 1981), britischer Motorradrennfahrer
- Guy de Maupassant (1850–1893), französischer Schriftsteller und Journalist
- Guy S. Meloy Jr. (1903–1968), US-amerikanischer General
- Guy Menzies (1909–1940), australischer Flugpionier
- Guy Mitchell (1927–1999), US-amerikanischer Popsänger und Filmschauspieler
- Guy Moll (1910–1934), französischer Automobilrennfahrer
- Guy Montavon (* 1961), Intendant der Erfurter Oper
- Guy Moon (* 1962), US-amerikanischer Komponist für Filmmusiken
- Guy de Montfort (1244–1291/92), Graf von Nola
- Guy Môquet (1924–1941), französisches Opfer deutscher Repression während der Besatzungszeit im Zweiten Weltkrieg
- Guy Morin (* 1956), Schweizer Politiker
- Guy Mouminoux (1927–2022), französischer Comiczeichner und Autor

#### N
- Guy Nattiv (* 1973), israelischer Filmregisseur, Drehbuchautor und Filmproduzent
- Guy Nickalls (1866–1935), britischer Ruderer und Olympiasieger
- Guy Nulens (* 1957), belgischer Radrennfahrer

#### O
- Guy Oseary (* 1972), israelisch-amerikanischer Talentmanager, Schriftsteller und Unternehmer
- Guy Ourisson (1926–2006), französischer Chemiker

#### P
- Guy Parmelin (* 1959), Schweizer Politiker (SVP)
- Guy Pearce (* 1967), australisch-britischer Schauspieler
- Guy Peellaert (1934–2008), belgischer Illustrator und Comiczeichner
- Guy Penrod (* 1963), US-amerikanischer Sänger
- Guy II. de Pontailler († 1392), burgundischer Militär, Gouverneur von Burgund
- Guy III. de Pontailler († wohl 1437), burgundischer Militär und Diplomat
- Guy de Pourtalès (1881–1941), französisch-schweizerischer Schriftsteller
- Guy Pratt (* 1962), britischer Bassist, Schauspieler und Komponist

#### R
- Guy Ritchie (* 1968), britischer Regisseur
- Guy de Rothschild (1909–2007), französischer Bankier und Industrieller
- Guy Roux (* 1929), französischer Psychiater
- Guy Roux (* 1938), französischer Fußballtrainer
- Guy Ryder (* 1956), britischer Syndikalist und der Generaldirektor der Internationalen Arbeitsorganisation (ILO)

#### S
- Guy Sebastian (* 1981), australischer Popsänger
- Guy Sigsworth (* 1966), britischer Musikproduzent und Songwriter
- Guy Spitaels (1931–2012), belgischer Politiker
- Guy Standing (1873–1937), britischer Schauspieler
- Guy Lewis Steele junior (* 1954), US-amerikanischer Informatiker
- Guy Stern (1922–2023), deutsch-US-amerikanischer Literaturwissenschaftler
- Guy Sternberg (* 1975), israelisch-österreichischer Musikproduzent, Toningenieur und Komponist

#### T
- Guy Thys (1922–2003), belgischer Fußballtrainer
- Guy Touvron (1950–2024), französischer klassischer Trompeter und Hochschullehrer

#### V
- Guy Verhofstadt (* 1953), belgischer Politiker
- Guy Verrier (1928–2019), französischer Rallyefahrer und Rundstrecken-Pilot sowie Motorsportchef von Citroën
- Guy Vidal (1939–2002), französischer Comicautor

#### W
- Guy Weitz (1883–1970), belgischer Organist und Komponist
- Guy Williams (1924–1989), US-amerikanischer Schauspieler
- Guy Wilson (* 1985), US-amerikanischer Schauspieler
- Guy Wyser-Pratte (* 1940), US-amerikanischer Finanzinvestor

#### Z
- Guy Zerafa (* 1959), kanadischer Musiker und Komponist

### Familienname
- Alice Guy-Blaché (1873–1968), französisch-US-amerikanische Pionierin des Films, Filmregisseurin und Filmproduzentin
- Amédée Guy (1882–1957), französischer Politiker und Résistant
- André Guy (* 1941), französischer Fußballspieler
- Athol Guy (* 1940), australischer Musiker, Politiker und Werbefachmann
- Barry Guy (* 1947), britischer Kontrabassist
- Billy Guy (1936–2002), US-amerikanischer R&B-Sänger
- Bridget Guy (* 1996), US-amerikanische Stabhochspringerin, siehe Bridget Williams
- Browley Guy, US-amerikanischer R&B-Musiker und Songwriter
- Buddy Guy (* 1936), US-amerikanischer Bluesmusiker
- Catherine Guy-Quint (* 1949), französische Politikerin der Parti socialiste
- Dickie Guy (Fußballspieler, 1877) (Richard William Guy; 1877–1938), englischer Fußballspieler
- Dickie Guy (Fußballspieler, 1949) (Richard Guy; * 1949), englischer Fußballspieler
- Donna Guy (* 1961), neuseeländische Judoka
- Fabrice Guy (* 1968), französischer Nordischer Kombinierer
- Fred Guy (Fred „Freddie“ Guy; 1897–1971), US-amerikanischer Jazzgitarrist und Banjospieler des Swing
- Hana Guy (* 1969), neuseeländische Tennisspielerin
- Harry P. Guy (1870–1950), US-amerikanischer Pianist, Organist und Komponist
- Henri Guy (1863–1947), französischer Romanist und hoher Beamter der Unterrichtsverwaltung
- James Guy (* 1995), britischer Schwimmer
- Jasmine Guy (* 1962), US-amerikanische Schauspielerin und Sängerin
- Joe Guy (1920–1960/61), US-amerikanischer Jazzmusiker
- John W. Guy (* 1941), britischer Diplomat
- Joseph-Wilfrid Guy (1883–1951), kanadischer Ordensgeistlicher, römisch-katholischer Bischof von Gravelbourg
- Maureen Guy (1932–2015), britische Opernsängerin
- Michel Guy de Tours (1562–1611), französischer Dichter
- Nathan Guy (* 1970), neuseeländischer Politiker (National Party)
- Noa Guy (* 1949), israelische Komponistin
- Philip Langstaffe Ord Guy (1885–1952), britischer Offizier und Archäologe
- Rashawnna Guy (* 1979), US-amerikanische Rapperin, siehe Shawnna
- Ray Guy (Satiriker) (1939–2013), kanadischer Satiriker
- Ray Guy (1949–2022), US-amerikanischer American-Football-Spieler
- Richard Kenneth Guy (1916–2020), britischer Mathematiker
- Robert Guy (* 1964), Sprinter aus Trinidad und Tobago
- Roland Guy (1928–2005), britischer General
- Rosa Guy (1922–2012), US-amerikanische Jugendkrimiautorin
- Steve Guy (* 1959), neuseeländischer Tennisspieler
- Samuel Guy (* 1990), französischer Nordischer Kombinierer
- Thomas Guy (1644–1724), britischer Buchhändler und Gründer des Guy’s Hospital, London
- William Guy (Statistiker) (1810–1885), britischer Mediziner und Statistiker
- William L. Guy (1919–2013), US-amerikanischer Politiker
- Yves-Maria Guy Dubigeon (1927–2007), französischer Geistlicher, Bischof von Sées, siehe Yves-Marie Dubigeon